# Parti pour le libre-échange
Le Free Trade Party, plus précisément Australian Free Trade and Liberal Association, était un parti politique australien, créé en 1889, qui fut renommé en 1906 en Anti-Socialist Party avant de disparaitre en 1909 pour former le Parti libéral du Commonwealth. Il était favorable à l'abolition des droits de douane et autres restrictions sur le commerce expliquant qu'on favoriserait ainsi une plus grande prospérité pour tous. Il s'était surtout développé en Nouvelle-Galles du Sud où il eut comme leaders Sir Henry Parkes et Sir George Reid. Il fut le plus important des partis de l'état juste avant la création de la fédération.
Aux premières élections du Parlement fédéral australien, le parti remporta 25 sièges ce qui en fit le deuxième parti en nombre du parlement et Reid devint le chef de l'opposition parlementaire avant de devenir premier Ministre en 1904-05.
Après que la question des droits de douane eut été réglée, Reid s'attaqua à un autre problème pour justifier l'existence de son parti. Il fit son cheval de bataille de son opposition au socialisme critiquant tout à la fois le parti travailliste australien et le Parti Protectionniste conduit par Alfred Deakin. Le "Free Trade Party" fut finalement renommé l'"Anti-Socialist Party". Le "Labor Party" et le "Free Trade Party" continuèrent à se développer aus dépens du parti Protectionniste et même certains députés changèrent de parti.
Finalement, Reid réussit à convaincre Deakin de faire fusionner leurs deux partis ce qu'ils firent en 1909 pour devenir le Parti libéral du Commonwealth ("Commonwealth Liberal Party").